# Embaixada da Guiné-Bissau em Lisboa
A Embaixada de Guiné-Bissau em Lisboa é a principal missão diplomática da Guiné-Bissau em Portugal, na capital Lisboa. Está situada na Rua de Alcolena.
Atualmente, o embaixador de Guiné-Bissau em Lisboa é a Artur Silva.